# 分島問題
分島問題（ぶんとうもんだい）とは、1879年（明治12年）の日本政府による琉球併合後に、アメリカ合衆国前大統領ユリシーズ・グラントの斡旋により開始された日清間の交渉の中で問題となった、琉球諸島を日本と清との間で分割する構想である。沖縄本島周辺を日本、宮古列島、八重山列島を清に分割する案でいったん日清間の合意が成立したものの、清に亡命した脱清人による粘り強い反対運動と、清が同時期に抱えていた清とロシア間の国境紛争であるイリ問題が解決に向かったことにより清側が調印を回避したため、琉球諸島の分割は行われなかった。
分割と日清修好条規の改正をセットにした案については、分島改約案や分島増約案と呼ばれている。

## 琉球処分後の清側の動き
1879年4月4日、明治政府は琉球処分の断行を日本国内外に公表した。その直後、東京に駐在中の駐日公使の何如璋は、琉球処分の断行を本国に報告した。琉球処分断行の報を受け、清の政府内では対応策について意見交換がなされた。清としては琉球そのものに対してはさほど大きな関心を持っていなかったものの、琉球王国滅亡という事態の影響が朝鮮半島に波及することを恐れており、琉球処分を受け入れることは出来なかった。総理衙門は清の国力を考えると、海を隔てた琉球への武力介入は非現実的であると判断した。また、日本側からも駐清公使の任命が決定されたこともあり、諸外国を巻き込んだ形の外交交渉を展開して、事態の好転を図る方針を主張した。
議論の中で、前駐英仏公使の郭嵩燾は、総理衙門と李鴻章に対して、当事国である日本、清が参加する形の国際会議を開催し、会議の席で、各国が琉球を保護する中で、国を建てて自主させることを決定した上で、清は朝貢を免除するという建議を行った。李鴻章は郭嵩燾の提案を評価し、琉球の朝貢免除には賛意を示した。しかし国際会議の開催とその席での各国による琉球の保護と自主の保証が成立し得るのかどうか危ぶんだ。また李鴻章は総理衙門が諸外国を巻きこんだ形での外交交渉の席での問題解決を唱えたことを受けて、各国とともに問題解決を図ること自体は一つの方法としてありとした上で、仲裁にかこつけて諸外国が清に対して様々な要求を突き付けてくる可能性を指摘した。
総理衙門は1879年5月12日に琉球処分は日清間の信頼関係を損ね、日清修好条規に違反するとの抗議を行った。日本側からは8月2日に反論の回答が送られ、それに対する総理衙門の再反論が8月22日に日本側に送付された。
駐日公使の何如璋も寺島宗則外務卿に5月20日、琉球問題について日清間で協議中であったのにもかかわらず、琉球処分を断行したことは承服しがたいとの抗議を行った。日本側にとってみれば琉球問題はもはや内政問題であり、寺島外務卿は前年1878年10月8日付の何如璋の抗議文を問題とした。何如璋が1878年10月8日付で外務省宛に送付した、日本政府が琉球に対して行った朝貢禁止等の措置を激しく非難した文章に対して、日本側は内容が無礼であり日清両国の友好に反すると判断した。そのため問題の文章について謝罪が無い限り琉球問題に関しての協議には一切応じられないとする対応を取っていたが、何如璋からの琉球処分に対する抗議も引き続きやはり門前払いをしたのである。日清間の交渉が暗礁に乗り上げたかに見えた中、アメリカ前大統領のグラントが世界周遊の過程で日清両国を訪問し、琉球帰属問題の調停に乗り出すことになる。

## グラントによる調停

### 清でのグラントの調停活動

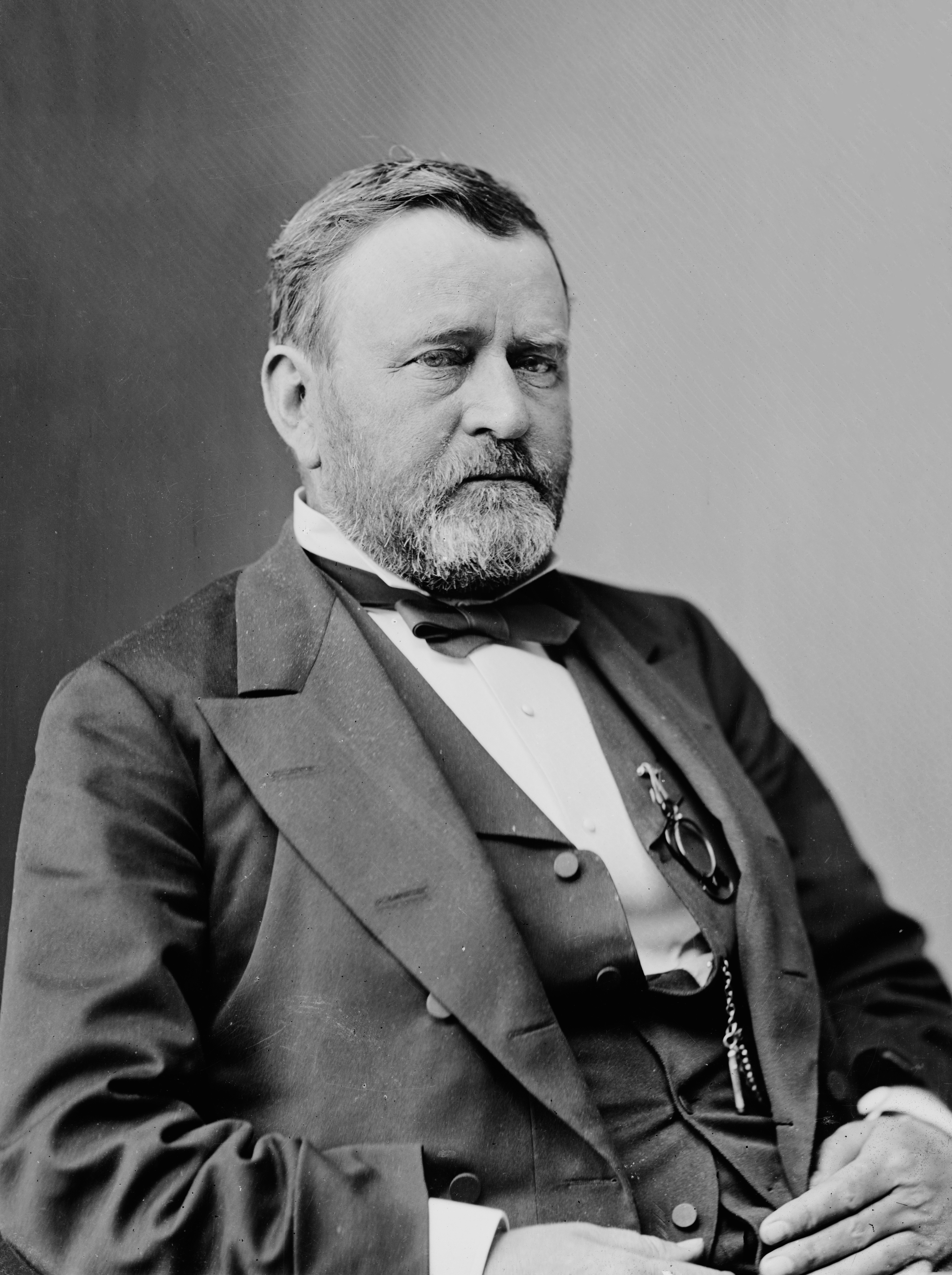
ユリシーズ・グラント

琉球問題をめぐり日清両国の交渉が暗礁に乗り上げる状況下、李鴻章は世界周遊中のアメリカ前大統領グラントが清を訪問するとの情報をキャッチした。李鴻章はイギリス、フランスとは異なり、アメリカは清に友好的であると見なしており、グラントによる琉球問題の調停に前向きであった。
清に到着したグラントは上海から天津経由で北京へ向かい、6月3日には総理衙門の恭親王奕訢と面談し、その席で琉球問題に関しての調停を依頼された。その後6月12日、グラントは天津にて李鴻章と琉球問題を主題とした会談に臨んだ。会談の席で李鴻章はまず朝貢の有無は問題としないと前置きした上で、これまで琉球が清の冊封を受け朝貢を行ってきたのにもかかわらず、日本が一方的に滅亡させたのは国際法に違反すると批判した。その上で琉球はアメリカとの通商条約を結んでおり、アメリカと清国間の貿易ルートを考えると、清からみて太平洋への出口にあたる琉球の日本領化は貿易の妨げとなりかねず、もし日清間で戦争勃発という事態にまで発展してしまったら、清とアメリカの貿易は壊滅的打撃を被ることになると、琉球処分がアメリカの国益をも害するものであるとの主張を展開した。
グラントは李鴻章の意見におおむね賛同の意を示し、中でも日清間の不和が高じて開戦という事態に発展してしまうことを恐れており、日清関係の調停が成立すれば万人にとって利益となるとの見解を示した。また琉球問題に関して清側としては朝貢については争わず、土地の問題での争いであることを理解したので、別に「特別条項」を設ける必要があるとの問題解決へ向けての方針を示した。グラントの念頭にあった「特別条項」とは、南北に長い琉球列島を日清両国で分割する妥協案であった。李鴻章はグラントの意見に賛意を示した上で、改めて琉球問題に関しての日清間の調停を依頼した。琉球問題に関してグラントが清側の要求は土地、すなわち領土問題であり、解決には「特別条項」を設ける必要があるとの認識を示し、李鴻章もその意見に同意したことから、琉球諸島を分割することによって日清両国の合意を得るアイデアが浮上することになった。

### 日本におけるグラントの調停活動
グラントは1879年7月3日に横浜に到着した。そして7月22日にグラントは内務卿伊藤博文、陸軍卿西郷従道らに日光へ案内され、日光にて琉球問題について日本側からの事情説明を受けるとともに協議を行った。なお、東京ではなくて日光で琉球問題の会議を行ったのは、諸外国などから注目を集めてしまうことを恐れたためと考えられる。日本側はグラントに対して琉球問題の経緯を伝え、琉球は歴史的に見て日本本土と一体不可分の地であるとして、琉球処分が正当なものであるとの説明を行った。グラントは日本側の説明を聞き、日本の立場として設置したばかりの沖縄県を無くすことは出来ないことを理解した。
一方グラントは日光での日本側との琉球問題協議の席で、日本が琉球諸島を占拠している状況は、太平洋への出口を塞がれた形となるため、清とアメリカとの交易に重大な支障を与えていると、清が琉球問題を深刻に受け止めていると指摘した。そしてもし日清間で戦争が勃発したら、日清両国はヨーロッパ列強の餌食になると強調し、琉球問題は日清間で平和裏に解決されなければならないとした。その上でグラントは琉球問題は日清両国間の問題であり、本来的には他国が干渉すべき事柄ではないとしつつも、自分の調停によって事態が解決すれば名誉なことであると調停に意欲を示した。
8月10日、浜離宮で明治天皇との会談に臨んだグラントは、琉球処分について日本側の立場に理解を示しつつも、琉球問題に関しては日清両国の主張に大きな食い違いがあることを指摘した。台湾出兵以降、清は日本に対しての不信感を募らせており、今後、琉球に続いて台湾も日本に奪われる事態となれば太平洋への出口を喪失してしまうのではないかとの危機感を抱いていると説明した。またヨーロッパ諸国は日清間の紛争を己の利益のために利用すると指摘して、琉球問題に関するヨーロッパ諸国による干渉を排除するよう忠告した。その上で中国には広大な市場があり、清の近代化に日本が寄与していく日清連携の重要性を指摘した。さらにグラントは琉球問題に関しては日清両国が互いに譲歩し、平和的に解決すべきであり、具体的には琉球諸島に境界線を引き、両国で分割すれば清としても太平洋への出口を確保できるため、妥協が可能なのではないかと提案した。

### 仲裁裁判論の浮上

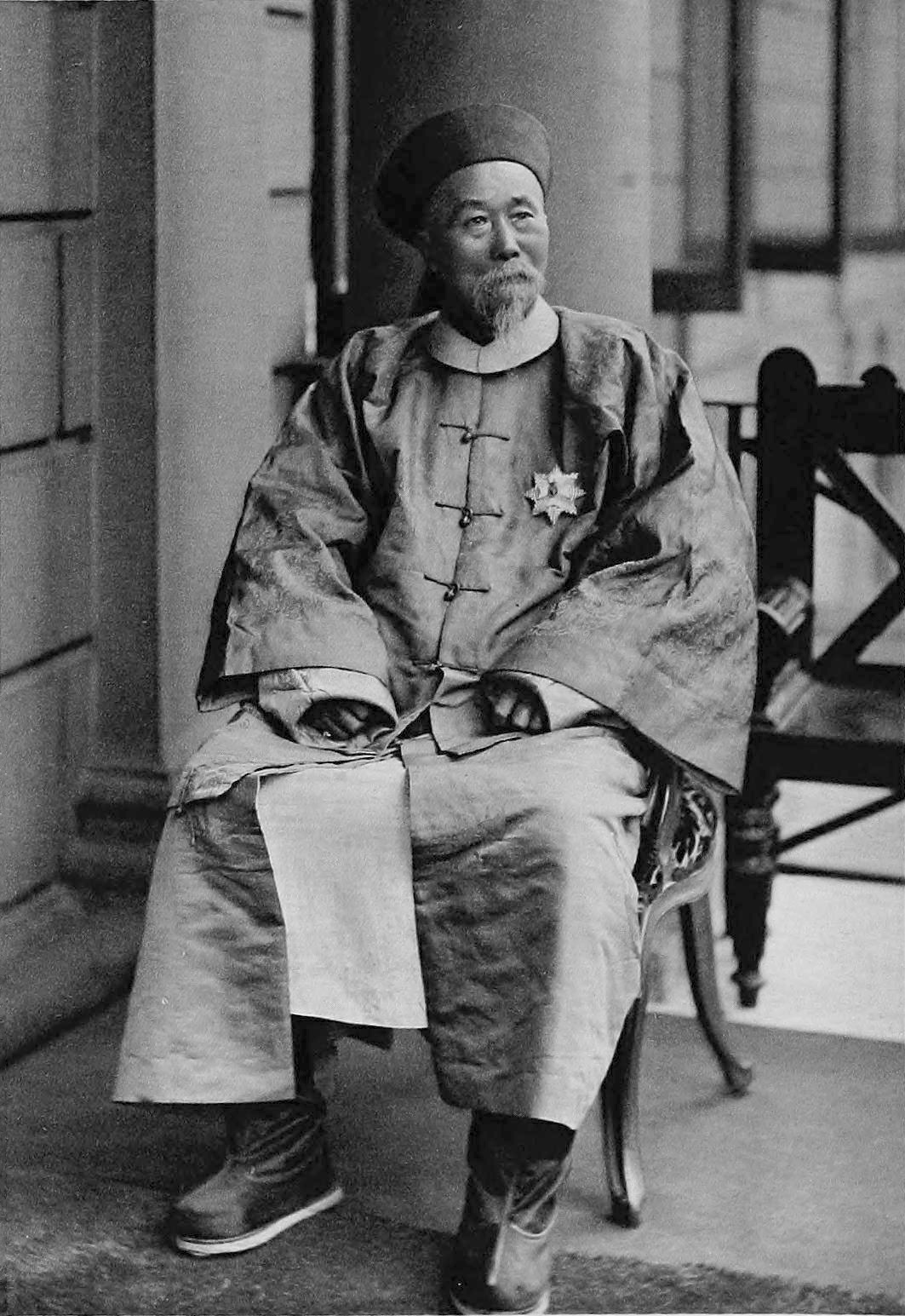
李鴻章

清側は当初、グラントに対して琉球問題に関する公正なジャッジ、すなわち「公評」を求めたものの、グラント側は「公評」ではなく日清間の調停を約束したものと推測されている。総理衙門も李鴻章も国際的に影響力があるとみられるグラントが、琉球王国を廃絶させた琉球処分の不当性を明言することを期待しており、グラントの「公評」を琉球王国の復活に繋げていこうと考えていた。しかしグラントは訪日時には日本側の主張にも理解を示しており、訪清、訪日を通じて日清両国の主張に対して正邪を判断することは無かった。
グラントはあくまで日清両国が相互に譲歩することによる事態の解決を図ろうとしていた。具体的には問題となっている琉球諸島の日清両国による分割案である。これは日清両国関係の調停役を買って出た形のグラントにとっては、両国にとって公正かつ平和的な解決を図る案であったものの、その一方で分断されることになる琉球諸島に対する配慮が全くないものであった。グラントは日清両国へのヨーロッパ諸国、中でもイギリスの影響力増大に神経を尖らせていて、その一方でアメリカの影響力を強めることをもくろんでいた。そのためグラントは日本側のみならず清側に対しても対立の平和的解決とヨーロッパ諸国による琉球問題への干渉を避けるように提言していた。そしてグラントは、琉球問題の解決は日清両国間の直接交渉によるべきであるとしながらも、対立が解消されない場合、仲裁裁判に付託することも提案していた。そしてもし仲裁裁判に付託することになった場合、諸外国からの干渉を防ぐ意味で仲裁者に日清両国駐在の外国公使を選ぶことが無いよう助言も行っていた。
ところで日本側は1879年8月22日付の総理衙門からの琉球処分に関する再反論の内容に注目していた。再反論の中で琉球問題に関して仲裁裁判への付託を匂わせる表現があったためである。内容を確認した伊藤博文は、部下の井上毅に仲裁裁判に対して警戒し、準備を進めていくよう指示を出している。

## 脱清人の活動開始

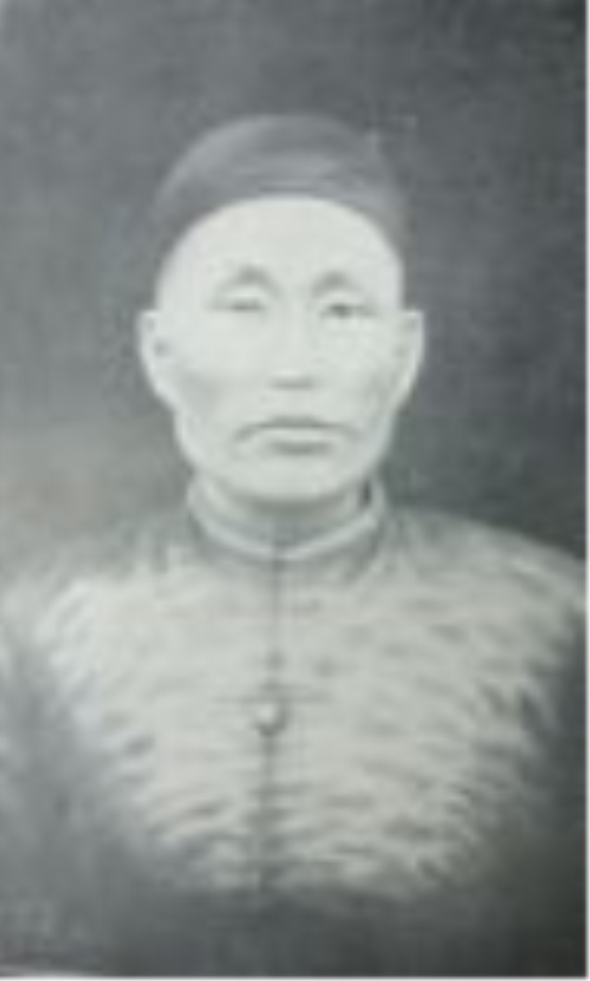
向徳宏

琉球処分の断行前の1876年12月10日、向徳宏（幸地朝常）、蔡大鼎（伊計大鼎）、林世功（名城世功）らは日本政府の進貢・冊封の禁止命令について清側に伝える密命を帯び、琉球を密かに出発した。琉球処分後も向徳宏らは日本側から出されていた帰国命令に従うことなく福州に留まっていた。向徳宏は琉球処分断行前後に琉球に書簡を送り、日本政府が琉球王国を廃絶させるような実力行使を取る前は徹底抗戦すべきとしながらも、廃絶させた後は衝動的かつ強硬な抵抗は避けながら時間稼ぎを行って清の救援を待つよう指示し、旧琉球王国指導者クラスは向徳宏の指示に従い、歩調を合わせる方針となった。
琉球処分の断行を知らされた向徳宏は、早速李鴻章のもとへ蔡大鼎らを送り、琉球処分について伝えた。その後1879年6月6日に、向徳宏は廃絶された琉球王国の世子、尚典から、至急北京に赴いて琉球復活に向けた請願活動を行うべしとの密書を受け取る。密書を受け取った向徳宏は、座して（琉球王国の）滅亡を受け入れるよりも行動あるのみと、清の当局の許可を得ることなく密かに天津へ向かった。天津に着いた後、李鴻章に対する2度の嘆願書提出の中で、琉球滅亡の惨状を察していただいた上で、速やかに琉球出兵を願い、琉球出兵の暁には向徳宏本人が先鋒を務めたいと主張した。
前述のように清としては日本との武力衝突は避ける方針であったため、向徳宏の請願が受け入れられることはなかったものの、李鴻章は向徳宏が中国語、日本語に堪能である上に日本の事情にも通じていることを知り、向徳宏を身近に匿って経済的支援を与えるようになった。1879年9月29日には毛精長（国頭盛条）、蔡大鼎、林世功らが北京に向かい、向徳宏とともに清当局に対して琉球復興に向けての請願活動を行っていくことになる。

## 日清間の交渉開始

### 交渉開始までのやり取り
グラントは1879年8月13日付の恭親王奕訢宛の書簡で、琉球問題に関して日本側との直接交渉を勧め、交渉に先立ち、日本側が問題としている1878年10月8日付の何如璋の抗議文の撤回を助言した。グラントの書簡はアメリカ駐天津領事から李鴻章に手渡され、李鴻章から総理衙門の恭親王奕訢のもとに9月上旬になって届けられた。総理衙門はグラントの勧めに従う形で、9月20日付で日清両国が琉球問題について協議する場を設けることを提案する文書を送付したが、何如璋の抗議文の撤回については特に触れなかった。
日本側は清側が日本に代表団を派遣し、両国が琉球問題について協議することは了承する旨回答し、琉球問題の外交交渉に応じる姿勢を示した。しかし何如璋の抗議文の撤回問題、日清両国のいずれが全権を派遣し、どちらで交渉を行うのかで日清両国の意見の対立が続き、実際の交渉開始は遅れた。結局1879年12月になって総理衙門は、何如璋の抗議文を含むこれまでの日清間のやり取り全てを棚上げする提案を行い、日本側がその提案を受け入れたことによって暗礁に乗り上げていた日清間の交渉が始められることになった。なおどちらが全権を派遣し、どこで交渉を行うかについては日本側が譲歩して北京駐在の駐清公使、宍戸璣が全権として北京で交渉を行うことになった。これは駐日公使の何如璋の裁量権が少ないため、どうしても交渉姿勢が強硬なものとなることを見越して、総理衙門と直接交渉をした方が良いとの判断があった。
日本側はグラントによる日清間の調停活動を受けて、琉球諸島のうち宮古列島と八重山列島を清側に引き渡す琉球諸島二分割案の検討を進めていた。ただし琉球処分によって、いったん日本領となった地を清に見返り無しで引き渡すのは日本の威信にも関わる事態であるため、日清修好条規の改定をセットとして清に要求する方針となった。1880年3月4日、井上馨外務卿は太政官に、琉球諸島の日清両国での分割と日清修好条規の改定をセットで行う「分島改約」の方針を説明した。井上外務卿は当時、清がその対応に苦慮していた対ロシアとの外交課題であるイリ問題を利用して、日本に有利な情勢を利用して強気で交渉に臨む意向であった。
琉球処分の前後、日清間の交渉が暗礁に乗り上げている期間も、日本側は非公式に竹添進一郎を派遣して李鴻章との交渉に当たらせていた。竹添は李鴻章との秘密交渉の他に、向徳宏ら脱清人の動向を探る任務も担っていた。井上外務卿は清側との正式交渉開始前に改めて竹添を清に派遣し、李鴻章と予備交渉に当たらせることとした。そして北京駐在の宍戸公使に対しては、清側との交渉方針について説明した上で、竹添による予備交渉の後に総理衙門との本交渉へと移るよう指示を出した。
グラントによる調停に沿った形で琉球問題解決のための日清間の交渉が開始されたことで、琉球問題は日清間の二国間の問題という枠組みが確定し、交渉の場から琉球自体は排除された。その結果として琉球と諸外国との間に締結され、琉球が外交権を所持していたことを示し、独立性を証明する一つの根拠となっていた琉米修好条約、琉仏修好条約、琉蘭修好条約の3条約は、事実上価値を失った。

### 竹添による予備交渉

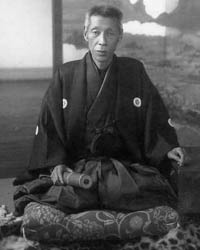
竹添進一郎

日本側が琉球諸島の日清分割の交換条件としたのは、最恵国条項が規定されていない日清修好条規に、内地通商権の規定が盛り込まれていた欧米諸国の通商条約と同等の権利を得ることと、将来的に日本と欧米諸国との間の通商条約が改定された場合、改定内容を日清間の通商条約に反映させることに関してあらかじめ清側の同意を取り付ける2点に関してであった。つまり日本側としては宮古列島と八重山列島を清に譲る代わりに、まず欧米諸国並みに清国内で日本商人が活動できるよう日清修好条規の改定を要求した。そして清が内地通商権を認めなかったとしても、日本と欧米諸国との間の通商条約が改定された場合、改定内容を日清間の通商条約に反映させることに関しては譲歩をしない方針であった。そもそも日清修好条規の調印当初から、日本側は最恵国条項が盛り込まれずに内地通商権が認められていなかったことに対して不満を持っており、これまでもしばしば条約の見直しを提起して来たものの清側が応じなかった経緯があった。結局、日本政府としては日清修好条規の改正が主目的であり、琉球の分島問題は条約改正の交渉用カードであった。
1880年3月26日、竹添進一郎は李鴻章と予備交渉を開始した。日本側の琉球諸島分割と日清修好条規の改定をリンクさせる方針に対し、李鴻章はグラントの日清間調停の条件に盛り込まれていない話であり、そもそも琉球問題と通商条約の改正は別の話であり、それぞれ別個に議論すべきと強く反発した。その一方で先島諸島を清側に譲渡する案に関しては、清としては譲渡された場合、宮古列島と八重山列島は琉球人に返すべきと考えており、その案で行くしかないのではないかと日本側の主張に理解を示した。ところが李鴻章から会談内容の報告を受けた総理衙門は、宮古列島と八重山列島を清に譲る案に難色を示した。
4月4日の竹添進一郎と李鴻章の再交渉では、まず条約改正問題では日本人に内地通商を許せば、清の内政に悪影響を与え、そもそも琉球問題と条約改正は別問題でありリンクさせるべきではないと、改めて条約改正問題を交渉の俎上に乗せた日本側に対して強い不信感を示した。そして琉球問題に関しては3月26日の交渉時とは異なり、清はあくまで琉球王国の復活を求めており、琉球諸島南部を引き渡されたとしても清は受け取るわけにはいかないと伝えた。更に1879年8月11日付の駐日公使の何如璋からの書簡によれば、グラントと駐日アメリカ公使のビンガムが協議の上、清側に提示された分割案は琉球列島の二分割案では無くて、琉球の中部、沖縄本島とその周辺の島々に琉球王国を復活させ、北部（奄美諸島）を日本領、南部（宮古列島と八重山列島）を清領とするという三分割案であり、しかもこの案はグラントによる「公評」、すなわち仲裁裁判の判決案であると主張した。
グラントが二分割案、三分割案のいずれを提案したのか、そもそも具体的な分割案を示したことがあったのかどうかについては明らかになっていない。しかしこの李鴻章が三分割案がグラントによる仲裁裁判の判決案と主張したことは日本側に混乱をもたらすことになる。

### 宍戸璣の問題提起

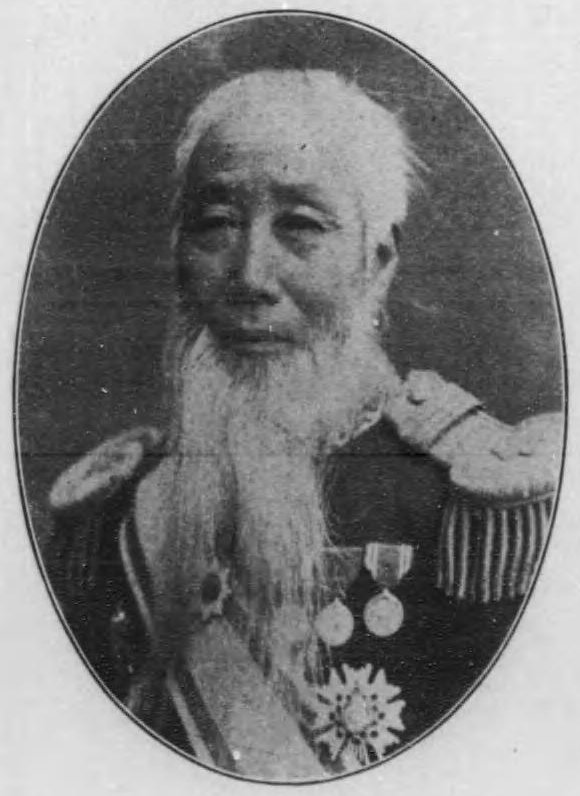
宍戸璣

竹添による予備交渉後に、駐清公使の宍戸璣による清側との交渉が開始される予定であり、実際、宍戸は竹添から外務卿井上馨からの清側との交渉開始を指示する内訓状を手渡されていた。しかし宍戸は、グラントが三分割案を日清間の仲裁裁判判決案として提示したとの情報の真偽を確かめるのが先決であると、交渉開始の順延を主張する。
宍戸による指摘を待つまでもなく、日本側としてはグラントが実際に三分割案を提示したのかどうかについては至急確認を進めており、ビンガム公使から1880年4月12日に口頭で、4月20日には文書でグラントと三分割案について相談したり清側に提案したりしたことが無いとの回答を得た。ビンガムから口頭での回答を得た後の4月17日に、廟議において琉球諸島の分島（二分割案）と日清修好条規の改定をセットで清側と交渉していく方針と、交渉の責任者として駐清公使の宍戸璣を正式決定した。井上毅は井上外務卿名の三条実美太政大臣宛の琉球問題に関する伺書を作成しているが、伺書の中で清側との交渉においては琉球分島問題と条約改正問題をリンクさせて交渉していくことを強調するとともに、イリ問題に関して清とロシアとの関係が緊張感が高まっていることに着目し、清露関係を注視しながら交渉を進めていく必要性を指摘していた。
4月20日、井上馨外務卿は宍戸に対してビンガムからの回答を伝えるとともに、交渉を補佐するために井上毅を派遣すること、先日竹添から渡された内訓状、そして井上毅が持参する指示書に従って、早急に清側との交渉を開始するように指示した。井上毅は5月8日に北京に到着したが、宍戸は早急な交渉開始の指示を「最下策」と評価し、激しく反発する。宍戸は、琉球問題と条約改正問題をリンクさせ、更に清露間の緊張を利用して交渉を進めようとする日本側の姿勢が、諸外国から相手側の困難に乗じて、後になって条件を追加したと判断され仲裁裁判に持ち込まれた場合、心情的に不利に働くと判断していた。そこで交渉では条約改正について扱わないか、グラントに日本の交渉方針について納得してもらうか、さもなければ政府の交渉方針に従って交渉を進めはするが、交渉に当たっての判断は全て政府に丸投げするかの三択を提案した。
宍戸の問題提起を受けて、宍戸の掲示した解決案の2番目、つまり琉球問題と条約改正問題を同時に交渉する日本側の方針について、グラントに理解を求めることになった。6月19日、吉田清成駐米公使がグラントと会談し、グラント本人からも三分割案の提案が無かったことを確認するとともに、日本側の琉球問題と条約改正問題を同時交渉する方針への了解を得た。グラントからの回答を得た井上外務卿は、左大臣有栖川宮熾仁親王に方針通り、宍戸に清との交渉を開始させる旨を報告の上、6月29日付で総理衙門宛に宍戸に日清間交渉の全権委任を行う旨の文書を発行する。宍戸もグラントが日本側の交渉方針を了承したことを受けて清との交渉開始に同意して、7月26日、総理衙門に井上外務卿からの文書を手渡し、交渉開始を求めた。清側は交渉開始を認め、8月18日から日清間の正式交渉が始められることになった。

## イリ問題とのリンク

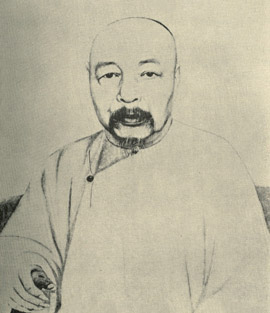
左宗棠

清は18世紀半ばにジュンガルとの長期間に及んだ清・ジュンガル戦争に勝利し、新疆をその版図に加えた。しかし新疆での清による統治は安定せず、19世紀になると反乱が頻発するようになった。そして1864年にはイスラム教徒の大反乱が勃発する。大反乱発生当時、国力が低下していた清は新疆に対する支配権をほぼ失った。権力の空白状態となった新疆では、コーカンド・ハン国の軍人であったヤクブ・ベクがカシュガルで自立し、独自にロシア、イギリスとの通商条約を締結するに至る。ヤクブ・ベクの支配地域の北方にあたるイリ地方には別の勢力が自立した。ところがロシアとの間に紛争が勃発し、1871年、ロシアはイリ地方を占領する。
新疆のイスラム教徒大反乱以前から左宗棠は陝西省、甘粛省のイスラム教徒反乱の鎮圧に当たっていたが、1873年にほぼ鎮圧に成功する。陝西、甘粛の反乱鎮圧に成功し、強力な軍事力を擁するようになった左宗棠は、西の新疆の反乱鎮圧にも意欲を見せた。1875年に清は左宗棠を新疆問題の責任者として欽差大臣に任命した。左宗棠は新疆に進攻してヤクブ・ベク政権を倒し、1878年には反乱の鎮圧に成功する。
ヤクブ・ベク政権を倒したものの、イリ地方はロシアに占領されたままである。こうして琉球問題と並行してロシアとイリ地方の領土問題を抱えてしまうことになった。清もロシアも武力衝突は避ける方針であったため、崇厚がロシアに派遣され、1879年にリヴァディア条約が調印された。しかし同条約はロシアに対して大幅な領土割譲と多額の賠償金支払いが盛り込まれており、清国内で条約に対する激しい批判が沸き起こり、皇帝による批准が得られなかった。1880年6月には左宗棠はハミに進駐し、イリ地方を占領中のロシア軍と対峙するようになり、清露間の緊張が高まっていた。清はイリ問題の再交渉のために曽紀沢をペテルブルクに派遣し、1880年8月4日から交渉が始まった。しかし清側は自国に不利なリバティア条約を白紙に戻した状態からの交渉を求めたものの、ロシアはリバティア条約をもとに修正を行うことを要求し、清とロシア間の交渉は難航を極めた。イリ問題の清とロシアとの交渉経過は、琉球問題に関しての日清間の交渉にも影響を及ぼすことになる。

## 正式交渉

### 宍戸と総理衙門による交渉開始
1880年8月18日、日清間の第一回交渉が北京の日本公使館で開催され、琉球問題の日清間正式交渉が始まった。日本側全権の宍戸璣は会議冒頭に正式交渉における日本側の方針を説明した書類を、清側の交渉担当者である総理衙門所属の5名に手渡した上で、本来琉球処分は日本の国内問題であり、清が関与すべきものではないが、インドがイギリスの植民地となり、ベトナムにフランスの勢力が伸長している例などを挙げた上で、日清両国は協力してヨーロッパ列強の侵略に備えるべきではないかと日清連携の重要性を強調した上で、グラントの調停もあり、清側からも琉球問題解決に向けての案を出してもらいたいと要請した。初回交渉の席では日清両国とも具体案の提示はされなかったものの、日清両国連携の立場に立って、交渉成立に向けて努力することで合意した。
第二回交渉は8月24日に総理衙門で行われた。宍戸は清側に改めて琉球諸島の分島と条約改正をセットにした日本案を説明した節略を提示し、この案で合意したいと主張した。清側は総理衙門の責任者である恭親王奕訢に案を示し、熟考の上回答したいと伝えた上で、日本が清側に引き渡すとした宮古列島、八重山列島の位置について質問した。宍戸は地図上での位置を説明した上で、改めて日本側の琉球諸島の分島と条約改正をセットとした解決案に基づく交渉を要求した。
9月3日に日本公使館で行われた第三回交渉の席では、今度は清側から節略の提示がなされた。まず条約改正の内地通商権に関しては、必ずしも拒否をするものではないが、日清両国が相互に認め合う対等の原則に基づく解決を要求した。一方、宮古列島と八重山列島の分島案に関しては恭親王奕訢も肯定的であったとした上で、実際問題としては宮古列島と八重山列島が清に編入されたとしても官吏を派遣することは困難であり、従って清としては領有の意図は無く、琉球王国を復活させるつもりであることを示唆した。宍戸は清側の回答を受け取った上で、条約改正に関しては後日書面で回答したいとした。また清側からは宮古列島と八重山列島の土地や人口等の実地調査を行いたいとの要求が出されたが、宍戸はその要求を拒否した上で、後日日本側による調査内容を示したいと回答した。日本側の現地調査拒否の理由は、清による調査団を現地に派遣すれば混乱が発生し、困難な事態が起きることが予想されるというもので、分島案が現地に漏洩することを恐れてのことであった。結局、清側から更なる実地調査の要求は無かった。

### 尚氏の復権を巡る攻防
日本側全権の宍戸は、まず条約の改正についての協議を優先させ、目途が立った時点で琉球分島問題について協議したいとの意向を示した。そのため9月11日の第四回交渉、9月25日の第五回交渉では条約改正について協議が進められた。日本側と清側と間に意見の相違はあったが、宍戸の強硬な交渉姿勢を前に清側は日本案を受け入れる方針を固め、9月30日には第五回交渉の席で日本側から提示された条約草案を改めて取り寄せて、正式な条約案の検討を開始した。清側が日本案を受け入れる方針を固めた背景には、後述のようにイリ問題による対ロシア関係の緊張があった。
10月7日に行われた第六回交渉では、まず清側から日本の条約草案について原則合意すると伝えた。日本側からは第三回交渉で清側から提起された、宮古列島と八重山列島の土地や人口等に関する資料が手渡された。
第六回、第七回交渉で焦点となったのが旧琉球王国の王族である尚氏の引き渡し問題であった。琉球王国を復活させるという建前上、清は旧琉球国王の尚泰ないしその子息を宮古列島と八重山列島に迎え入れて国王にするもくろみであった。しかし日本側にとってみれば引き渡した後、宮古列島と八重山列島の扱いを清に任せるのはやむを得ないとしても、いったん滅亡させた琉球王国を明確な形で復活することは体面上認め難かった。清側は第六回交渉の席で尚泰やその子息の引き渡しを要求したが、宍戸は拒否した。すると清側はせめて庶子ないし尚氏の王族の引き渡しを願ったものの、宍戸ははっきりとした回答を避けた。
総理衙門は10月10日に、琉球王族の現状について日本本国に照会して欲しいという文書を日本公使館に送った。すると10月12日の第七回交渉の席で宍戸は、琉球王国を滅ぼしておきながら改めてその復活をさせるのは日本の立場として矛盾するので、10月10日の照会を本国に送ることは出来ないとしつつも、宮古列島と八重山列島を清に引き渡した後のことに日本側が関与するつもりはなく、宮古列島と八重山列島の住民の中にも国王に冊立できそうな人物はいるだろうし、また、琉球王族の尚氏ではなく、尚氏の一族にあたる向氏を国王とすることも考えられるのではないかと、暗に向徳宏を冊立してはどうかと提案した。また宍戸のサポートをしていた井上毅は、「琉球国王」でなくて「琉球土司」とするのならば尚氏の清側への引き渡しを認める妥協案を検討していた。
10月21日に第八回の最終交渉となった。清側は日本側の草案とこれまでの7回にわたる交渉結果をまとめた条約案を日本側に提示した。内容を確認した宍戸は賛意を示して、調印、批准書交換の手続き等について清側に提起した。宍戸は日清間の合意が成立した以上、一両日中に調印を行うよう要求した。宍戸の要求に対して清側は、内奏の手続きなどもあるので調印まで10日ほどの猶予を貰いたいと申し出た。宍戸は清側の申し出を了承するとともに、清側と3カ月以内の批准書交換について約束を交わした。
条約ではまず宮古列島と八重山列島を清の領土とし、沖縄本島とその周辺の島々を日本領として両国間の国境を定めるとされた。そして光緒7年正月（1881年（明治14年）2月）に清は八重山列島に役人を派遣し、そこで日本側から受け取りを行うこと。それに先立ち日本側は宮古列島と八重山列島の住民に清に引き渡されることを説明し、混乱が起きないようにすること。そして琉球分国後に日清両国に分かれることになる琉球の住民は、それぞれの国の法を守り、お互いに干渉しないことが取り決められていた。
なお尚氏の冊立に執念を見せていた清側に対する妥協案として検討されていた、尚氏を「琉球土司」として擁立するアイデアはお蔵入りとなり、結局、清側は第七回交渉の席で宍戸が示唆した向徳宏の冊立を進めていく方針となった。そして清は結局、日本との琉球問題、条約改正問題に関して仲裁裁判に提訴することは無かった。これはグラントによる仲裁裁判に持ち込んでみたところで、清側に不利な裁定が下されると判断したためと考えられる。

## 調印されなかった条約

### 琉球関係者の動き

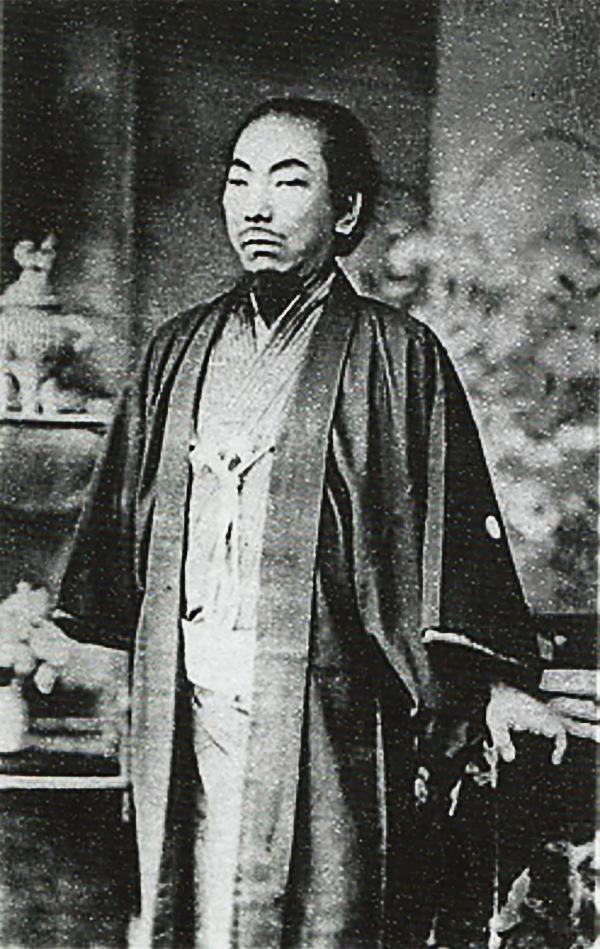
尚泰

2か月余り続いた琉球問題と条約改正に関する日清間の交渉は、厳重に秘密が守られたために交渉経過は日清の当事者以外にはほぼ外部には伝わらなかった。一方、毛精長、蔡大鼎、林世功らの脱清人らは総理衙門の恭親王奕訢らに琉球王国復活、琉球国王の復国を主旨とした琉球救援の嘆願を繰り返していた。
交渉途中の1880年9月初旬の時点で、清側は分割案に対する琉球人の意向を確認する必要に迫られた。そこで総理衙門は何如璋に東京に在住するようになった尚泰とその側近に、旧琉球王族の構成と宮古列島と八重山列島に琉球王国を復活させる案に対する賛否の確認を要請した。確認の結果、尚泰の親族の現状把握と、尚泰としては宮古列島と八重山列島に琉球王国を復活させる案には反対である意向を確認した。何如璋は尚泰の反対意見は、狭くかつ貧しく、琉球王国時代、行政組織も未整備であった宮古列島と八重山列島に琉球王国を復活させたところで、地元民に受け入れられて国が維持できるのかどうか危ぶんだからだと推測している。
何如璋から尚泰とその側近に対して、宮古列島と八重山列島に琉球王国を復活させる案についての打診があった話は、東京在住の琉球人に瞬く間に広まり激しい議論が沸き起こった。9月末には北京の琉球人にも琉球諸島分割案が伝わり、毛精長らは早速、そもそも狭くかつ貧しい琉球諸島を分割したところで国として成立し難く、琉球分島案は琉球王国滅亡と何ら変わりがないとの請願書を総理衙門に提出した。
前述のように日清間の交渉過程の後半で焦点となったのが、清が宮古列島と八重山列島に琉球王国を復活させる際に冊立する国王のことであった。日本側が尚氏の引き渡しを拒み、向徳宏の冊立を示唆したことにより、向徳宏を庇護している李鴻章が調整に当たることとなった。

### イリ問題と日清交渉
北京で日清間の交渉が始まった直後の1880年8月30日、井上外務卿は宍戸に、清露間の関係に緊張が高まり、清が苦境に立っている情勢を利用し、強気かつ速やかな交渉を指示した。清とロシア間の交渉は、そもそもいったんリバティア条約の調印後に清が再交渉を求めてきたものであり、難航を極めた。9月半ば、柳原前光駐ロシア代理公使から、ペテルブルクで行われていた交渉が北京に舞台を移す予定であるとの情報が伝えられた。これは難航する交渉に業を煮やしたロシア側が、北京に全権を派遣して談判を行う方針へと変更したためである。ロシアは清側との交渉の長期化は望んでおらず、武力による威嚇を交えて北京での交渉で問題解決を図った。
ロシア側がリバティア条約を上回る過酷な要求を突き付けてくる恐れが拭えず、また北京では日清間の琉球諸島の分島と条約改正交渉が進行中であり、日露が連携して圧力をかけてくるという清にとって最悪のシナリオも危惧され、総理衙門はロシア全権を北京に迎えることはぜひとも避けたかった。そこで清は曽紀沢全権を通じてペテルブルクでの交渉継続をロシア側に要請するとともに、リバティア条約をもとに修正する方針へと譲歩することを決めた。9月末にはロシア側は清側の要請を受け、北京での交渉方針を引っ込め、ペテルブルクで交渉が継続されることになった。
このような緊張感を孕んだ清露間の交渉を、日本側は最大限利用しようと試みた。井上外務卿は品川忠道上海総領事には、日清間の交渉を有利かつ早期に進めるため、ロシア人と積極的に接触して日露提携を流布するように働きかけた。そして宍戸公使にも日露提携に関しての疑心暗鬼の念を利用して交渉を有利に進めるよう指示を行った。
ところが、9月末のイリ問題に関するペテルブルクでの交渉継続決定は、清とロシア間の緊張を低下させ、清は日露提携の可能性も消滅したと判断した。その結果、イリ問題に振り回されていた琉球分島問題に対し、清側がこれまでよりも強気な交渉態度に出ることが可能となった。

### 李鴻章の翻意
日清間の交渉経過を踏まえ、李鴻章は向徳宏に琉球の分島案と、宮古列島と八重山列島に向を国王として冊立する構想について打診を行い、10月19日付で結果を総理衙門に送付した。李鴻章の報告によると、清在住の向姓の琉球の人物は向徳宏しかおらず、また地位的にも清在住の琉球関係者で最も高位にあるとした上で、向は琉球王国復活に向けて粉骨砕身努力しており、その忠節は見上げたものであり、春秋時代の忠臣、申包胥をも上回ると賞賛した。また向が琉球王族の係累であることは明らかであるので、尚泰以外で琉球国王として推戴するとすれば向徳宏以外は考えられないとした。そして向徳宏に分島案について打診したところ、生産力が低くて貧しい宮古列島と八重山列島だけでは自立は不可能であると、絶対反対を主張したとしている。
その上で李鴻章は、もし清とロシアが戦争状態になったとしても、日本とロシアが同盟を結ぶ可能性は無いと指摘した。そして現状案に基づいて宮古列島と八重山列島に琉球王国を復活させたところで、生産力が低くて貧しいため自立は不可能で、数年のうちに再度日本領となるのがおちで、清領にしたとしても遠隔地であるため官吏と防衛に要する人員派遣に多大な労力がかかり現実的ではないとして、総理衙門がまだ日本側との交渉の結論を出していない状況であるのなら、結論を出すことを順延するべきと主張した。10月19日付の李鴻章の書簡が、10月21日の最終交渉に間に合うように北京の総理衙門に到着したのかどうかは不明である。いずれにしても李鴻章の順延主張は大きな波紋を引き起こすことになる。

### 調印の可否をめぐる攻防
10月28日、総理衙門は日清間の交渉の結果、条約締結しか琉球問題の解決策はないとした上奏文を提出する。しかし清の政府内では条約調印の可否をめぐって激しい論争が起きた。反対意見に対して総理衙門側は予定通り条約の調印を主張したが、反対意見は収まらなかった。そのような中、11月11日には改めて李鴻章がペテルブルクで行われている清露交渉の成り行きを見ながら調印の可否を決めるべきであると、調印の延期を主張した。
イリ問題に関するロシアとの交渉は、交渉場所がペテルブルクと確定した後も当初は難航が続いた。しかし11月に入るとロシア側の交渉姿勢に軟化が見え始める。これはロシア側にとってみても、イリ問題によって清との間に戦争が勃発したところで利益が無く、損害ばかりが大きくなると判断したためである。結局12月末にロシア側が示した条約草案を全権の曽紀沢は了承し、清本国に照会して承認を得た。結局、1881年2月24日にはペテルブルク条約が調印される。
11月11日の李鴻章による調印順延の主張以後も、調印賛成論と反対論の対立は続き、11月18日には調印の可否について広く意見を募る上諭が出された。そのような中で脱清人の毛精長、蔡大鼎、林世功らによる琉球分島反対運動は激化した。11月18日には毛精長、蔡大鼎、林世功の三名連名による琉球分国反対の請願書が総理衙門に提出された。そして11月20日には林世功が、琉球分国に反対する請願書を総理衙門宛に書き記した後に自決した。これは琉球を無視したまま、琉球の分割を決めた日清両国に対する抗議の表れであった。この脱清人による琉球分割に対する激しい抗議は、条約調印問題に大きな影響を与えた。
一方、林世功が自決した11月20日、10日の間に調印を行うと約束したのにもかかわらず、なかなか調印に至らない状況に対して宍戸公使が総理衙門を訪れ、激しく抗議した。宍戸の抗議に対し総理衙門側は、条約案を各部局での議論の上で上奏するので、決定まで3カ月かかると明らかな引き延ばし策に出た。その後、日本側と総理衙門側との間で条約調印を巡るやりとりが続いたが、結局、1881年1月17日に調印に至らなかったのは清側の責任であると通告した上で、宍戸は1月20日に北京を離れ、日本へ向かった。
日本側が交渉を打ち切った後も、清の政府内では条約調印の可否をめぐる論争は続いていたが、次第に調印延期論が優勢となっていく。そのような中、2月24日にイリ問題のため新疆でロシア軍と対峙していた左宗棠が北京に帰還し、軍機処と総理衙門の業務に携わるように命じられたため、蔡大鼎らは早速左宗棠に対して琉球王国復活を訴えた。3月3日、左宗棠は宮古列島、八重山列島は狭くかつ土地が痩せていて産業が未発達であり、ここに琉球王国を復活させることは不可能であり、イリ事件も解決したので日本側が譲歩する可能性もあるとして、旧来通りの琉球王国復活を目指すべきであるとの意見書を提出した。そして3月5日には正式に条約の調印は行わず、日本との再交渉を命じる上諭が下され、琉球の分島問題は正式に白紙に戻ることになった。

## 分島問題のその後
琉球諸島の分島は、向徳宏ら脱清人による粘り強い反対運動と、清露間の国境紛争であるイリ問題が解決に向かったことにより清が条約調印を行わず、実現しなかった。
正式に条約調印を行わないことを決定した1881年3月5日の上諭では、清としては琉球王国の復活を重視しており、琉球問題の解決後に日清修好条規の改定を行うべきと総理衙門に命じていた。つまり清としては琉球王国の復活が条約改正の条件とする方針を決定したことになる。結局、日本が琉球問題と条約改正の問題をリンクさせたことを逆手に取られる形となった。日本側はその後も清と条約改正交渉を継続したものの、その都度琉球問題の解決とセットで交渉すべきとの清側の原則が持ち出されることになり、交渉は暗礁に乗り上げた。結局日清間の条約改正が行われるのは日清戦争後のことになる。

## 評価
分島問題と条約改正を絡めた日本の外交交渉方針については、清側は条約改正に乗り気では無く、軍事力を用いてまでも琉球王国の復活にこだわっているわけでもない状況であった上に、イリ問題に乗じて交渉を優位に進めようとしたこともあり、交渉姿勢そのものが清側から強い反発、不信感を招き、やはり無理があったのではないかとの意見がある。
一方清側の外交交渉での対応については、いったん交渉が両国間で合意に達した後に、清国内の反発の結果、再交渉や調印中止に追い込まれるという構図が分島問題とイリ問題での共通の特徴として指摘できる。この点についてはイリ問題で対ロシア交渉に携わった曽紀沢が国際法、国際慣例に従ったやり方で交渉に当たるべきであると批判している。
また琉球にとってみれば、琉球のあずかり知らぬ場で日清両国が琉球諸島の分割について協議していたことになる。金城正篤は「琉球処分が民族の統一であるのならば、民族分断をもたらす分島問題をどう解説するのだろうか」との疑問を提起した上で、明治政府の都合次第で琉球を併合したり宮古諸島、八重山諸島を清に譲渡しようとした分島問題にこそ、琉球処分の本質があると主張した。西里喜行もまた、琉球問題を安全保障や経済権益といった国益を獲得する手段として位置付けていたと評価している。一方、独立を確保して欧米諸国と肩を並べるような国家を建設していくことを目指していた明治政府の立場からすると、国の一部を切り売りする分島問題は一見矛盾する政策に見えるが、目標達成に不可欠な条約改正を達成させるために琉球諸島の分島を行う必要があると考えており、明治政府の考え方としては特に矛盾はなかったのではとの意見もある。
清側の琉球に対する対応についても、冊封国の琉球を失う体面的な問題とともに、琉球を失えば台湾、朝鮮などに影響が波及していくことを恐れたことによるものに過ぎず、当事者たる琉球のことなど全く考慮していなかったことは明らかであるとの批判がある。